# Šeboj
Šeboj (trizalj, trizaj; lat. Erysimum), biljni rod jednogodišnjeg i dvogodišnjeg bilja i trajnica iz porodice krstašica raširen po Euroaziji, Sjevernoj Americi i zapadnim dijelovima  Sjeverne Afrike.
Na popisu je 261 vrsta, među njima 17 (sa jednom podvrstom) u Hrvatskoj (navedena su u popisu uz njihovo latinasko ime), među njima i uskolisna sirenija (sin. Syrenia cana). Sirenija jed hrvatski naziv roda Syrenia, sinonim za Erysimum.

## Vrste
1. Erysimum acrotonum Polatschek & Rech.f.
2. Erysimum adcumbens (Boiss.) Polatschek
3. Erysimum aksaricum Pavlov
4. Erysimum alaicum Novopokr. ex Nikitina
5. Erysimum albescens (Webb & Berthel.) Bramwell
6. Erysimum altaicum C.A.Mey.
7. Erysimum amasianum Hausskn. & Bornm.
8. Erysimum ammophilum A.Heller
9. Erysimum anceps Steven ex Ledeb.
10. Erysimum apenninum Peccenini & Polatschek
11. Erysimum arbuscula (Lowe) Snogerup
12. Erysimum arenicola S.Watson
13. Erysimum argyrocarpum N.Busch
14. Erysimum armeniacum (Sims) J.Gay
15. Erysimum artwinense N.Busch
16. Erysimum asperulum Boiss. & Heldr.
17. Erysimum asperum (Nutt.) DC.
18. Erysimum atticum Heldr. & Sart. ex Boiss.
19. Erysimum aureum M.Bieb.
20. Erysimum aznavourii Polatschek
21. Erysimum babadagensis Prima
22. Erysimum babataghi Korsh.
23. Erysimum badghysi (Korsh.) Lipsky ex N.Busch
24. Erysimum baeticum (Heywood) Polatschek
25. Erysimum bagcii Yild.
26. Erysimum baicalense Polatschek
27. Erysimum bastetanum (Blanca & C.Morales) Lorite, Perfectti & J.M.Gómez
28. Erysimum baytopiae Yild.
29. Erysimum belvederense Polatschek
30. Erysimum benthamii Monnet
31. Erysimum bicolor (Hornem.) DC.
32. Erysimum boissieri Polatschek
33. Erysimum bonannianum J.Presl
34. Erysimum boreale (C.A.Mey. ex Rupr.) Trautv.
35. Erysimum brevistylum Sommier & Levier
36. Erysimum brulloi G.Ferro
37. Erysimum bulgaricum (Velen.) Ancev & Polatschek
38. Erysimum burnatii Vidal
39. Erysimum caboverdeanum (Chev.) Sunding
40. Erysimum caespitosum DC.
41. Erysimum callicarpum Lipsky
42. Erysimum calycinum Griseb.
43. Erysimum candicum Snogerup
44. Erysimum canum (Piller & Mitt.) Polatschek, uskolisna sirenija
45. Erysimum capitatum (Douglas) Greene
46. Erysimum caricum Boiss.
47. Erysimum carniolicum Dolliner,  kranjski šeboj
48. Erysimum caucasicum Trautv.
49. Erysimum cazorlense (Heywood) Holub
50. Erysimum cephalonicum Polatschek
51. Erysimum chazarjurti N.Busch
52. Erysimum cheiranthoides L., sjajni šeboj
53. Erysimum coarctatum Fernald
54. Erysimum collinum (M.Bieb.) Andrz.
55. Erysimum commatum Pancic
56. Erysimum concinnum Eastw.
57. Erysimum contractum Sommier & Levier
58. Erysimum corinthium (Boiss.) Wettst.
59. Erysimum crassicaule (Boiss.) Boiss.
60. Erysimum crassipes Fisch. & C.A.Mey.
61. Erysimum crassistylum J.Presl, debelovrati šeboj
62. Erysimum crepidifolium Rchb., blijedi šeboj
63. Erysimum creticum Boiss. & Heldr.
64. Erysimum croaticum Polatschek,  hrvatski šeboj
65. Erysimum croceum Popov
66. Erysimum cuspidatum (M.Bieb.) DC.,  kljunasti šeboj
67. Erysimum cyaneum Popov
68. Erysimum czernjajevi N.Busch
69. Erysimum dagestanicum Polatschek
70. Erysimum damirliense Moazzeni & Mahmoodi
71. Erysimum deflexum Hook.f. & Thomson
72. Erysimum degenianum Azn.
73. Erysimum diffusum Ehrh.,  raspršeni šeboj
74. Erysimum dincii Yild.
75. Erysimum dirmilense Yild. & Dinç
76. Erysimum drenowskii Degen
77. Erysimum duranii Yild.
78. Erysimum echinellum Hand.-Mazz.
79. Erysimum eginense Hausskn. ex Bornm.
80. Erysimum ehrendorferi Polatschek
81. Erysimum elbrusense Boiss.
82. Erysimum elymaiticum Mozaff.
83. Erysimum erolii Yild.
84. Erysimum erosum O.E.Schulz
85. Erysimum etnense Jord.
86. Erysimum euphraticum Polatschek
87. Erysimum evinense Polatschek
88. Erysimum exaltatum Andrz.
89. Erysimum fitzii Polatschek
90. Erysimum flavum (Georgi) Bobrov
91. Erysimum forrestii (W.W.Sm.) Polatschek
92. Erysimum franciscanum Rossbach
93. Erysimum friedrichii Polatschek
94. Erysimum frigidum Boiss. & Hausskn.
95. Erysimum froehneri Polatschek
96. Erysimum funiculosum Hook.f. & Thomson
97. Erysimum gabrielianiae Polatschek
98. Erysimum geisleri Polatschek
99. Erysimum gelidum Bunge
100. Erysimum ghaznicum Cullen & Rech.f.
101. Erysimum ghiesbreghtii Donn.Sm.
102. Erysimum gladiiferum Boiss. & Hausskn.
103. Erysimum gomez-campoi Polatschek
104. Erysimum graecum Boiss. & Heldr.
105. Erysimum grandiflorum Desf.
106. Erysimum griffithianum Boiss.
107. Erysimum griffithii (Hook.f. & Thomson) Jafri
108. Erysimum guneri Yild.
109. Erysimum gypsaceum Botsch. & Vved.
110. Erysimum hajastanicum Wissjul. & Bordz.
111. Erysimum handel-mazzettii Polatschek
112. Erysimum hayekii (Jáv. & Rech.f.) Polatschek
113. Erysimum hedgeanum Al-Shehbaz
114. Erysimum hezarense Moazzeni
115. Erysimum hirschfeldioides Boiss. & Hausskn.
116. Erysimum horizontale Candargy
117. Erysimum huber-morathii Polatschek
118. Erysimum hungaricum Zapal.
119. Erysimum ibericum (Adams) DC.
120. Erysimum idae Polatschek
121. Erysimum ikizdereense Yild.
122. Erysimum incanum Kunze
123. Erysimum inconspicuum (S.Watson) MacMill.
124. Erysimum inense N.Busch
125. Erysimum insubricum Peccenini & Polatschek
126. Erysimum insulare (Greene) Greene
127. Erysimum iraqense Polatschek
128. Erysimum ischnostylum Freyn & Sint.
129. Erysimum jacquemoudii Yild.
130. Erysimum jugicola Jord.
131. Erysimum kamelinii D.A.German
132. Erysimum kartalkayaense Yild.
133. Erysimum kerbabaevii Kurbanov & Gudkova
134. Erysimum ketenoglui Yild.
135. Erysimum koelzii Polatschek & Rech.f.
136. Erysimum korabense Kümmerle & Jáv.
137. Erysimum kostkae Polatschek
138. Erysimum kotschyanum J.Gay
139. Erysimum kotuchovii D.A.German
140. Erysimum krendlii Polatschek
141. Erysimum krynitzkii Bordz.
142. Erysimum kuemmerlei Jáv.
143. Erysimum kurdicum Boiss. & Hausskn.
144. Erysimum kykkoticum Hadjik. & Alziar
145. Erysimum laxiflorum J.Gay
146. Erysimum ledebourii D.A.German
147. Erysimum leptocarpum J.Gay
148. Erysimum leptophyllum (M.Bieb.) Andrz. ex DC.
149. Erysimum leptostylum DC.
150. Erysimum leucanthemum (Stephan ex Willd.) B.Fedtsch.
151. Erysimum ligusticum Peccenini & Polatschek
152. Erysimum lilacinum Steinb.
153. Erysimum linariifolium Tausch, vlaknolisni šeboj
154. Erysimum linifolium (Pers.) Gay
155. Erysimum lycaonicum (Hand.-Mazz.) Hub.-Mor.
156. Erysimum macilentum Bunge
157. Erysimum macropetalum Polatschek
158. Erysimum macrostigma Boiss.
159. Erysimum maderense Polatschek
160. Erysimum majellense Polatschek
161. Erysimum maremmanum Peccenini & Polatschek
162. Erysimum marschallianum Andrz. ex M.Bieb.
163. Erysimum mediohispanicum Polatschek
164. Erysimum melicentae Dunn
165. Erysimum menziesii (Hook.) Wettst.
166. Erysimum merxmuelleri Polatschek
167. Erysimum metlesicsii Polatschek
168. Erysimum meyerianum (Rupr.) N.Busch
169. Erysimum microstylum Hausskn.
170. Erysimum mongolicum D.A.German
171. Erysimum montosicola Jord.
172. Erysimum munzuriense Polatschek
173. Erysimum mutabile Boiss. & Heldr.
174. Erysimum myriophyllum Lange
175. Erysimum nabievii Adylov
176. Erysimum nanum Boiss. & Hohen.
177. Erysimum nasturtioides Boiss. & Hausskn.
178. Erysimum naxense Snogerup
179. Erysimum nemrutdaghense Mutlu
180. Erysimum nevadense Reut.
181. Erysimum occidentale (S.Watson) B.L.Rob.
182. Erysimum ochroleucum (Haller f. ex Schleich.) DC.
183. Erysimum odoratum Ehrh., mirisavi šeboj
184. Erysimum oleifolium J.Gay
185. Erysimum olympicum (Sibth.) Boiss.
186. Erysimum osseticum Polatschek
187. Erysimum pachycarpum Hook.f. & Thomson
188. Erysimum parnassi (Boiss. & Heldr.) Hausskn.
189. Erysimum pectinatum Bory & Chaub.
190. Erysimum perenne (S.Watson ex Coville) Abrams
191. Erysimum perofskianum Fisch. & C.A.Mey.
192. Erysimum pignattii Peccenini & Polatschek
193. Erysimum pirinicum Ancev & Polatschek
194. Erysimum polatschekii Moazzeni, Assadi & Al-Shehbaz
195. Erysimum popovii Rothm.
196. Erysimum portugalense Polatschek
197. Erysimum pseudoatticum Ancev & Polatschek
198. Erysimum pseudocheiri Boiss.
199. Erysimum pseudocuspidatum Polatschek
200. Erysimum pseudopurpureum Polatschek
201. Erysimum pseudorhaeticum Polatschek
202. Erysimum pulchellum (Willd.) J.Gay
203. Erysimum purpureum J.Gay
204. Erysimum pusillum Bory & Chaub.
205. Erysimum quadrangulum Desf.
206. Erysimum raineri Polatschek, Rainerov šeboj
207. Erysimum raulinii Boiss.
208. Erysimum rechingeri Jáv.
209. Erysimum redowskii Weinm.
210. Erysimum repandum L., verugasti šeboj
211. Erysimum rhaeticum (Schleich. ex Hornem.) DC.
212. Erysimum rhodium Snogerup
213. Erysimum riphaeanum Lorite, Abdelaziz, Muñoz-Pajares, Perfectti & J.M.Gómez
214. Erysimum rizeense Yild.
215. Erysimum robustum D.Don
216. Erysimum roseum (Maxim.) Polatschek
217. Erysimum ruscinonense Jord.
218. Erysimum salangense Polatschek & Rech.f.
219. Erysimum samarkandicum Popov
220. Erysimum scabrum DC.
221. Erysimum schlagintweitianum O.E.Schulz
222. Erysimum scoparium (Brouss. ex Willd.) Wettst.
223. Erysimum semperflorens (Schousb.) Wettst.
224. Erysimum senoneri (Reut.) Wettst.
225. Erysimum serpentinicum Polatschek
226. Erysimum siliculosum (M.Bieb.) DC.
227. Erysimum sintenisianum Bornm.
228. Erysimum sisymbrioides C.A.Mey.
229. Erysimum sivasicum Yild.
230. Erysimum slavjankae Ancev & Polatschek
231. Erysimum smyrnaeum Boiss. & Balansa
232. Erysimum sorgerae Polatschek
233. Erysimum spetae Polatschek
234. Erysimum stenophyllum Boiss. ex Polatschek
235. Erysimum strictisiliquosum N.Busch
236. Erysimum substrigosum (Rupr.) N.Busch
237. Erysimum subulatum J.Gay
238. Erysimum suffrutescens (Abrams) Rossbach
239. Erysimum sylvestre (Crantz) Scop., šumski šeboj
240. Erysimum szowitsianum Boiss.
241. Erysimum talijevii (Klokov) Mosyakin
242. Erysimum tenellum DC.
243. Erysimum teppneri Polatschek
244. Erysimum teretifolium Eastw.
245. Erysimum thyrsoideum Boiss.
246. Erysimum tuteliae Yild.
247. Erysimum uncinatifolium Boiss.
248. Erysimum violascens Popov
249. Erysimum virescens (Webb ex Christ) Wettst
250. Erysimum virgatum Roth,  šibasti šeboj
251. Erysimum vitekii Polatschek,  Vitekov šeboj
252. Erysimum vitellinum Popov
253. Erysimum vuralii Yild.
254. Erysimum wardii Polatschek
255. Erysimum welchevii Urum.
256. Erysimum wilczekianum Maire
257. Erysimum witmannii Zaw.
258. Erysimum yaltirikii Yild.
259. Erysimum yildirimlii Dinç
260. Erysimum zeybekianum Yild.
261. Erysimum ×cheiri (L.) Crantz, žuti šeboj
262. Erysimum ×kewense (Jekyll & E.T.Cook) Mabb.
263. Erysimum ×marshallii (Henfr.) Bois